# Samuele Papi
Samuele Papi (Ancona, 20 de maio de 1973) é um ex-jogador de voleibol italiano, quatro vezes medalhista olímpico e duas vezes campeão mundial.

## Carreira
Papi iniciou sua carreira como jogador profissional na temporada 1990–91, quando fez sua estreia na Série A1 italiana com apenas 17 anos de idade, no clube Pallavolo Falconara. Em 15 de dezembro de 1993 fez sua estreia na seleção nacional italiana durante o All-Star Game e, no ano seguinte, ganhou a medalha de ouro na Liga Mundial, no Campeonato Mundial e no World Top Four.
Na temporada 1994–95 foi contratado pelo Cuneo VBC onde permaneceu por quatro anos, vencendo a Copa da Itália de 1995–96, uma Supercopa italiana, duas Copa CEV, uma Challenge Cup e duas Supercopas europeias. Com a seleção nacional ganhou a medalha de ouro no Campeonato Europeu em 1995 e a de bronze em 1997, a medalha de ouro na Copa do Mundo de 1995, a medalha de prata nos Jogos Olímpicos de Verão de 1996, o bicampeonato mundial em 1998, além de três medalhas de ouro e uma de prata na Liga Mundial.
Na temporada 1998–99 transferiu-se para o Sisley Volley de Treviso onde permaneceu por 13 temporadas. Neste período conquistou seis títulos da Série A1, quatro Copas da Itália, sete Supercopas italianas, três Liga dos Campeões, uma Supercopa europeia, a Challenge Cup de 2002–03 e a Copa CEV de 2010–11. Com a Itália ganhou uma medalha de bronze e uma de prata, respectivamente, nos Jogos Olímpicos de Sydney 2000 e Atenas 2004, duas medalhas de ouro e uma de prata no Campeonato Europeu, uma medalha de bronze e uma de prata na Copa do Mundo de 1999 e 2003 e as medalhas de ouro, prata, bronze na Liga Mundial.
Transferiu-se para o Pallavolo Piacenza na temporada 2011–12 e, após seis anos, retonou a seleção italiana onde disputou mais uma Olimpíada e conquistou a medalha de bronze nos Jogos de Londres.
Papi é o quinto maior pontuador da história do Campeonato Italiano com 8 534 pontos.